# William de la Pole (of Hull)
Sir William de la Pole (of Hull) († 1366) war ein wohlhabender Kaufmann aus Kingston upon Hull und Ravenser Odd, ein Bankier des Königs und späterer Baron.

## Leben

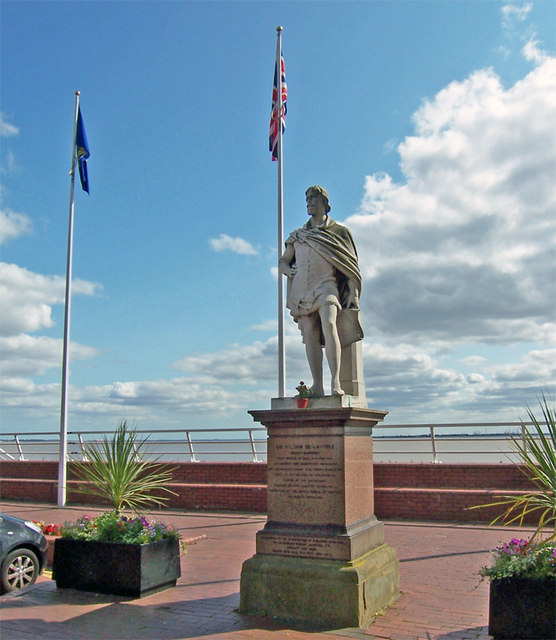
Statue von William de Pole am Hafen von Hull.

Er ist vor 1318 geboren und war zusammen mit seinem Bruder Sir Richard de la Pole ein großer Förderer der Regierung von Roger Mortimer und Königin Isabella. Sie liehen dem Paar im Jahre 1327 große Geldbeträge und bekamen dafür das Recht, Wein in ganz England verkaufen zu dürfen, außerdem in Hull und später in London Handel zu treiben. Sie verloren einige dieser Posten nach dem Fall von Mortimer, doch ihr Reichtum verhinderte, dass sie Opfer des neuen Königs Edward III. wurden.
De la Pole war besonders in Englands wichtigstem Wirtschaftszweig, dem Wollhandel, tätig. Gemeinsam mit dem Kaufmann Reginald Conduit übernahm er 1337 die Leitung der »English Wool Company«. Dieses Kaufmannskonsortium hatte noch im gleichen Jahr das Monopol zum Ankauf der englischen Wolle vom König erhalten, der sich aus dieser Zusammenarbeit Profit für seinen Krieg versprach. Die Einnahmen aus dem Wollverkauf wurden mit dem König geteilt. Diese fielen allerdings nicht sehr hoch aus, da es nicht gelang, ausreichend Wolle zu exportieren. Nach dem resultierenden baldigen Zusammenbruch des Monopols wurde William de la Pole – neben den italienischen Handelsgesellschaften Bardi und Peruzzi – der größte Kreditgeber des Königs und 1339 zum Baron ernannt.
Im Jahr 1340 geriet er jedoch in eine politische Krise, die durch die allmählich verzweifelte Lage der königlichen Finanzen entstanden war. De la Pole wurde eingekerkert, seiner Ämter enthoben und beschuldigt, dass der Zusammenbruch der „English Wool Company“ durch seine schlechte Amtsführung geschehen sei. Im Mai 1342 wurde er jedoch wieder entlassen und erlangte langsam seine alte Stellung als Geldgeber der Krone zurück. Im April 1343 errichtete er erneut die „English Company“, die Zölle verpachten und mit den Einnahmen dem König Geld leihen sollte. Aufgrund des erneuten Scheiterns der „English Company“ 1345 wurden de la Pole gegenüber wiederum Anschuldigungen wegen schlechter Geschäftsführung laut. Im November 1354 erhielt er jedenfalls eine völlige Amnestie. Er investierte sein Vermögen teilweise in Ländereien und Besitzungen, hauptsächlich in Hull und im East Riding of Yorkshire. Er starb am 21. Juni 1366 und wurde in der Carthusian Priory in Hull beigesetzt.
Durch sein kaufmännisches Geschick, das dadurch erworbene Vermögen, eine geschickte Heiratspolitik und seine Verbindungen zum Königshaus schaffte de la Pole es binnen einer Generation, seine Familie vom Bürgertum in den englischen Hochadel zu erheben.

## Nachkommen
Sir William war mit Katherine de Norwich verheiratet. Aus der Ehe gingen sieben Kinder hervor:
- Michael de la Pole, 1. Earl of Suffolk (ca. 1330–1389)
- Edmund de la Pole († nach 1384)
- Walter de la Pole († 1378)
- Thomas de la Pole († 24. November 1361)
- Blanche de la Pole
- Katherine de la Pole
- Margaret de la Pole (* vor 1334) ⚭ Robert (III.) de Neville, Lord of Hornby (* vor 1328; † 1413)[4]